# Finnegans Wake
Finnegans Wake är en roman av James Joyce, som gavs ut 1939 och räknas som ett av modernismens standardverk. Romanen består av ord och fraser på ett åttiotal olika språk, och detta tillsammans med många ordlekar har gjort romanen notoriskt svårläst och svåröversatt.  Finnegans Wake har getts ut på omkring tio språk.
Romanen är även känd för sina inre monologer och sin cykliska och organiska struktur, vilket genomsyrar alla dess delar.

## Utgivning
Boken publicerades först i delar och i olika tidskrifter under åren efter utgivningen av Odysseus. Arbetsnamnet var Work in Progress. Den färdiga boken utkom 1939. Joyce avled två år senare och efterlämnade ett verk som kanske aldrig kommer att kunna tydas fullständigt.

## Struktur och form
Romanen, om den kan kallas så, blev Joyces sista och utgör en utveckling av stream of consciousness (inre monolog) som Joyce först visade i Odysseus (i engelsk original Ulysses). James Joyce bröt många konventionella ramar vad gäller handling och form. Texten skiftar ständigt form och är fylld av förvrängda ord och fraser, associationer och plötsliga kast. 
Romanens cykliska struktur med tre stora delar och en kort fjärde som länkas tillbaka till början, hämtade Joyce från 1700-talsfilosofen Giambattista Vicos historiesyn, där enligt Vico civilisationer genomgår tre faser, varefter en återgång (ricorso) till nästa cykel sker. 
Bokens Del 1 har åtta kapitel. Den behandlar föräldrarna, men är även "dåtiden" eller "the age of thunderclap". Den kan sägas utspela sig från morgon till skymning, om man tänker sig hela romanen som ett dygn. 
De första fyra kapitlen bildar en cykel, där I.1 är en introduktion till bokens alla teman och i olika vinjetter ger en historisk översikt över Irland. Kap. 2-4 behandlar huvudkaraktären HCE och anklagelserna mot honom. 
Kap 5-8 bildar även de en cykel, som kretsar kring ALP och hennes brev, skrivet till försvar för HCE. I.5 är en analys av brevet (utförd av Shaun), I.6 är en quiz med tolv frågor och svar om karaktärerna i brevet (som också kan ses som själva Finnegans Wake), där Shem är frågeställaren och Shaun den svarande, I.7 är Shauns beskrivning av Shem (som skrev brevet, efter diktamen av ALP). I.8 är slutligen ett samtal fört av två tvätterskor på var sin sida av Liffey, vilka tvättar HCE:s smutsiga byk och skvallrar om Anna Livia Plurabelle. 
Bokens Del 2, en ny cykel, har fyra kapitel och behandlar barnen/den uppväxande generationen, med fokus på dottern Issy och brödernas kamp om och erövring av henne. Den är även "nutiden" eller "the age of marriage". Den kan tänkas utspela sig från skymning till midnatt. 
Kapitel II.1 är i form av ett skådespel "The mime of Mick, Nick and the Maggies", där barnen leker på gatorna utanför puben. Shaun är Gud och Shem djävulen, och han ska gissa färgen på Issys underbyxor, men misslyckas, och hånas av de tjugoåtta klasskamraterna och Issy.  Barnen kallas slutligen in för läxläsning och kvällsmat. II.2 är barnens kvällsstudier, där de även blir insatta i sexualitetens mysterier, skriven som en lärd traktat med marginalanteckningar och fotnoter av barnen. II.3 är bokens höjdpunkt, en kvällsscen på HCE:s pub, där historier berättas, ett radiodrama (eller TV-) spelas upp och HCE blir hånad och bespottad, men även håller ett försvarstal. Likheten mellan HCE och Kristus är tydlig. II:4 är HCE:s dröm efter att ha stängt puben och druckit ur slattarna. Här ser han Isolde bli erövrad av Tristan på skeppet, allt återberättat av de fyra "gamla männen"/evangelisterna, nu senilt gaggiga. 
Bokens Del III, återigen en cykel om fyra kapitel, behandlar den nya generationen. Här har Shaun ersatt HCE, men han visar sig vara en pompös pratmakare utan egen livgivande kraft. Den är även "framtiden" och "the age of disintegration". Den kan tänkas utspela sig från midnatt till gryning. 
De tre första kapitlen beskriver drömmar, där Shaun är huvudperson. III.1 är skriven som en utfrågning i fjorton frågor om hans liv som brevbärare, kunskaper om brevet (som aldrig når sin adressat), förhållande till brodern osv. III.2 är Shauns långrandiga predikan inför Issy och hennes tjugoåtta flickvänner (månadens dagar), innan han ska ge sig av på en lång resa västerut. Han lämnar Shem efter sig som "surrogat". I III.3 visar det sig att han har misslyckats och ligger utsträckt mitt på Irland. Han utfrågas ut i en seans av de fyra männen, och alla bokens teman och personer återkommer nu i förvrängd form, tills slutligen HCE:s röst framträder i ett skrytsamt avsnitt. III.4 är en scen från familjens hus, där barnen sover och föräldrarna sedermera har samlag under morgontimmarna.   
Bokens Del IV beskriver återgången till en ny cykel, uppvaknandets sekund efter den långa natten. Den är även "the age of return", eller "Ricorso" som Vico kallar det. Den kan tänkas utspela sig under soluppgången, kl 6 på påskdagens morgon (om man ser Finnegans Wake som en symbolisk gestaltning av Kristi lidande, död och återuppståndelse).   
Den har bara ett kapitel, och fokuserar på helgonen St. Kevin (Shaun), St. Patrick i debatt mot biskop Berkeley och slutligen Anna Livias brev, som nu äntligen presenteras. Bokens tio sista sidor är floden Liffeys monolog, där hon flyter ut mot havet och återförenas med sin fader. Det kan tolkas som ett avsked till livet, att släppa taget och låta sig uppgå i det som är större - evigheten - nirvana. Avsnittet räknas till det vackraste i den engelska litteraturen.   

## Handling och teman
Ord och fraser har ofta två, tre eller flera alternativa betydelser och är ofta sammansatta av olika ord på engelska och från ett åttiotal andra språk. Huvudpersonens initialer HCE (Humphrey Chimpden Earwicker) kan uttydas Here Comes Everybody, en symbol för varje man, men även gestalter som Kristus, Adam, Noa, Moses, Buddha, kung Arthur, the Duke of Wellington, John Stewart Parnell, Napoleon osv. HCE återkommer som initialer i ord boken igenom. Hans hustru är ALP (Anna Livia Plurabelle), en symbol för varje kvinna, och en ständig strid utspelas mellan deras söner, tvillingarna Shem och Shaun - pennan och svärdet, men också andra "brödrapar" i historia, mytologi och litteratur – Jakob och Esau, Kain och Abel, Romulus och Remus, Set och Horus, Napoleon och Wellington. Dottern Isabel/Issy är har en kluven personlighet och är även en yngre variant av ALP. Hon attraherar både bröderna och fadern, och ett par av bokens teman är incest och kampen mellan generationerna. Alla dessa gestalter kan spåras tillbaka till Joyces egen familj, men också till gestalter i han tidigare romaner. Sålunda kan HCE motsvaras av Leopold Bloom (eller Simon Dedalus) i Ulysses. Likaså kan ALP vara Molly Bloom, Shem Stephen Dedalus, Shaun Buck Mulligan och Issy Milly Bloom i samma roman. 
Medvetandeflödet i Finnegans Wake är i själva verket en dröm, trots titeln (wake, [lik]vaka, vakande eller vaken, en ordlek typisk för boken). HCE personifierar Dublin, ALP står för Liffey (floden som rinner genom Dublin). Ytligt sett inleds boken med muraren Finnegans likvaka (återigen, wake), där tumult utbryter och den till synes döde Finnegan vaknar upp när han får whiskey spilld över sig. (Usquebaugh är gaeliska för "livets vatten".)
Handlingen är cyklisk – den sista meningen i boken är oavslutad och dess fortsättning är bokens första ord. Likaså bildar kapitlen fyra och fyra varsin cykel inom romanen (se avd. Struktur och form ovan).
Joyces avsikt var att skapa en "monomyth", en sammanfattning och sammanslagning av all historia, alla myter, alla religioner och försöka hitta det gemensamt mänskliga. Allting upprepar sig, allting är i slutändan bara variationer av ett och samma grundmönster, därav de ständiga upprepningarna och varianterna av samma historier boken igenom. Det var detta mönster han försökte komma åt och gestalta i detta storslagna projekt, som han arbetade på mellan 1922 och 1939. 

## Översättningar
Språket och ordleken i Finnegans Wake gör att den nästan är omöjlig att översätta, men ändå har fullständiga översättningar gjorts till tio olika språk. I september 2021 gavs Bertil Falks översättning, kallad "motsvariggörande", ut på svenska som Finnegans likvaka. Översättningen tog 66 år att göra. Delar av romanen är sedan tidigare översatta till svenska, bland annat det åttonde kapitlet "Anna Livia Plurabella" av Mario Grut (2001) och det första kapitlet "Finnegans fall" av Lars Johansson (2018). Innehållet omfattar enorma mängder personer och syftningar, och åtskilliga verk har skrivits som enbart syftar till att bringa reda i persongalleriet.

## Påverkan
Finnegans Wake har satt spår i flera sammanhang och är bland annat ursprunget till ordet kvark. Den amerikanske fysikern Murray Gell-Mann, som var mycket litterärt bevandrad, drog sig till minnes meningen "Three quarks for Muster Mark" ur boken då han skulle komma på ett namn för sin nya upptäckt.
I svensk litteratur kan nämnas Sven Fagerbergs Höknatt som anspelar på Finnegans Wake på flera plan, bland annat genom sin cykliska handling.